# 額
額、𩔣（ひたい）は、顔の上部で、眉と髪の生え際の間のことである。くだけた言い方でおでこ（でこ）、古語ではぬかともいう。眉と眉の間は特に眉間(みけん)という。

## 概要

### 医学・解剖学
ヒトの額とされる範囲は、一般的には眉から髪の生え際までの垂直な部分であるが、その長さには個人差があり、広い人だと長さが顔の長さの半分近くを占めている場合もある。しかし、あくまで顔の前面の垂直な部分のみを差し、たとえ禿げによって髪の生え際が後退しても、頭頂部は額には含めない。
額の筋肉は前頭を含み、額の皮膚を収縮させる。また、加齢により、皺ができやすい。
動物の額は、眉が無いため目のすぐ上から耳より下の範囲で、頭頂部は含めない。

### 文化・宗教
ビンディーやティラカなど額に装飾あるいは宗教的な目的で印を描くことがある。また、旧約聖書には「悲しむ人々の額にしるしをつけよ。」という一文がある。

## 額に関する語句
- 「猫の額」とてもせまい場所のこと。
- 「額づく(ぬか-)」額を地面につけて拝む様子。更級日記冒頭(かどで)に「～身を捨てて額をつき、祈り申すほどに～」とある。
- 「でこ」「でこっぱち」額が広かったり、突出していることをからかった表現。
- 「額に汗する」仕事に励むこと。
- 「額にしわを寄せる」悩み考えている様子。
- 「額を集める」集まって相談しあうこと。

## 額に対する形容

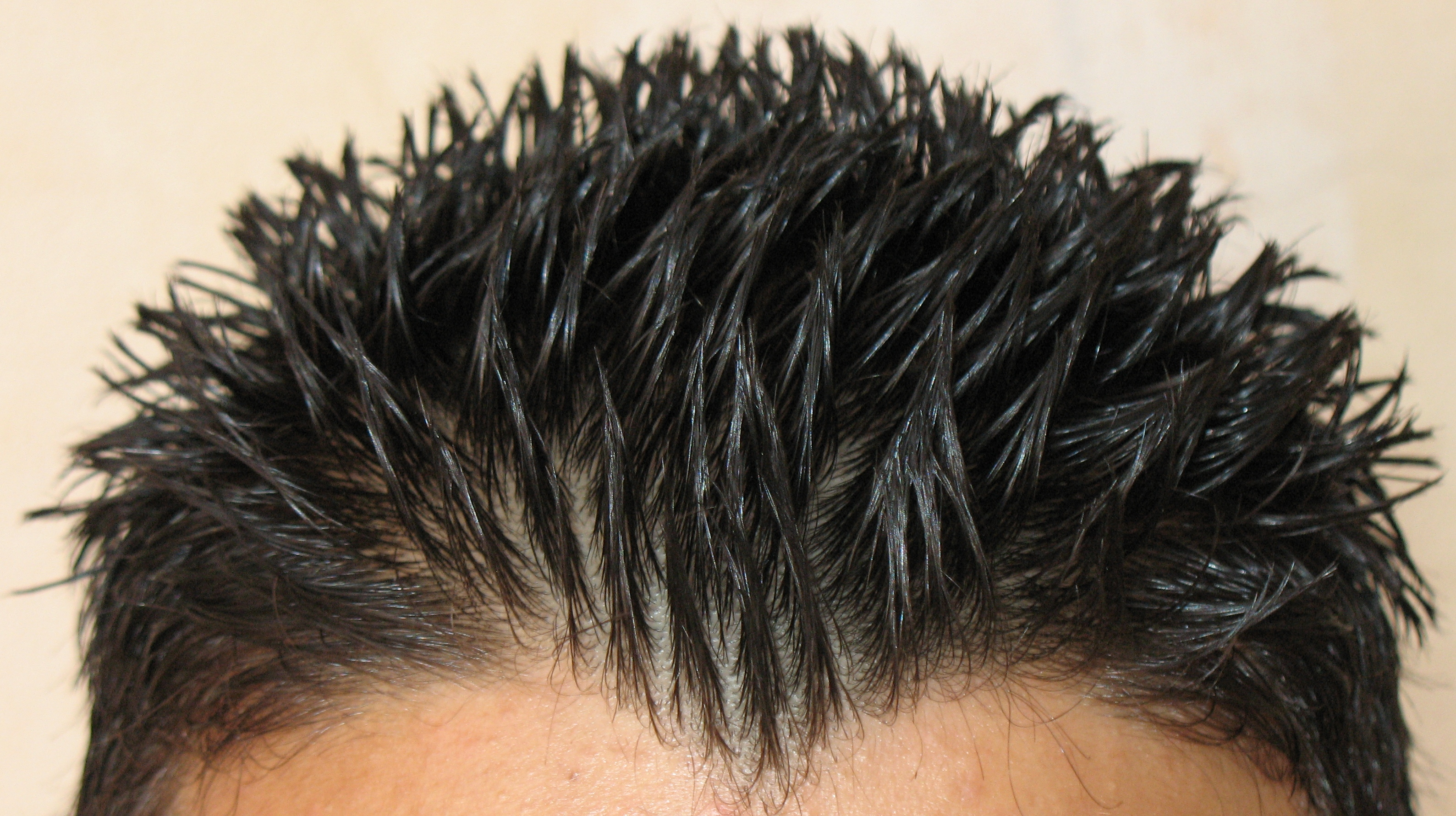
富士額系

額が広い、狭いといった言い方をすることがある。その場合額が垂直に近いほど広いと形容され、額が後方へ傾斜するほど狭いと形容される。その理由は額の後頭部側への傾斜の程度により正面から見た場合において額と認識される部分が異なるためである。したがってこれは実際の額の面積とは関係がないことが多い。